# Régina
Pour les articles homonymes, voir Régina (homonymie).
Régina (parfois Regina-Kaw) est une commune française située dans le département de la Guyane.

## Géographie

### Description

En rouge le territoire communal de Régina.

Très vaste commune du littoral Est, qui s'enfonce au cœur de la forêt équatoriale au sud-ouest. C'est la deuxième commune de France la plus étendue par sa superficie (1 213 000 hectares) après Maripasoula. Sa superficie est plus importante que le département de la Gironde, le plus vaste département métropolitain.
Le village est situé sur les bords du fleuve Approuague.
Dans la commune, près de 95 000 hectares de marais sont classés réserve naturelle de Kaw depuis mars 1998 et 100 000 autres hectares font partie de la réserve naturelle des Nouragues. Elles appartiennent toutes deux au récent parc naturel régional de Guyane.
Guisanbourg et Kaw sont des petits villages (accessibles en pirogue) administrativement rattachés à la commune de Régina. Guisanbourg fut le premier chef-lieu de la commune de l'Approuague, nom de la commune à l'origine. En 1936, le chef-lieu de la commune fut déplacé à Régina qui donna son nom à la commune. En 1969, la commune de Kaw fusionna avec Régina. Guisanbourg fut depuis abandonné.

### Communes limitrophes
Les communes limitrophes avec Régina sont, à l'est, Ouanary, Saint-Georges-de-l'Oyapock, au sud Camopi, à l'ouest, Saül, Saint-Élie et Roura.
| Roura            | Océan Atlantique | Ouanary       |
| Saint-Élie, Saül | Régina           | Saint-Georges |
| Maripasoula      | Camopi           |               |

### Géologie et relief
- Mont Chauve[1].

### Climat
Le climat y est de type équatorial humide, type Af selon la classification de Koppen, avec une des pluviométries les plus importantes de Guyane.

### Milieux naturels et biodiversité
- Réserve naturelle de l'Île du Grand Connétable[2].
- Réserve naturelle des marais de Kaw-Roura[3]
- Réserve naturelle des Nouragues[4]

## Urbanisme

### Typologie
Régina est une commune rurale, car elle fait partie des communes peu ou très peu denses, au sens de la grille communale de densité de l'Insee,,,.
La commune, bordée par l'océan Atlantique au nord, est également une commune littorale au sens de la loi du 3 janvier 1986, dite loi littoral. Des dispositions spécifiques d’urbanisme s’y appliquent dès lors afin de préserver les espaces naturels, les sites, les paysages et l’équilibre écologique du littoral, par exemple le principe d'inconstructibilité, en dehors des espaces urbanisés, sur la bande littorale des 100 mètres, ou plus si le plan local d’urbanisme le prévoit,.

### Voies de communication et transports
Régina est reliée aux villes du littoral, dont Cayenne, par la route nationale 2. Depuis 2003, cette route a été étendue jusqu'à 
Saint-Georges de l'Oyapock. 
Les communications téléphoniques et de données inter-urbaines sont assurées par voie de faisceau hertzien jusqu'au central France Télécom de Cayenne Chaton.

## Toponymie
Le nom "Régina" vient du grand aventurier Louis Athanase Theophane Régina (1868-1922).
Le code officiel géographique de la commune, créé par l'Insee est 97301. Cela est dû à l'évolution du nom de la commune: avant 1969, la commune était dénommée Approuagues-Kaw.

## Histoire
- Vestiges de l'habitation Favard (XIXe siècle).
- Hameau de Saint-Esprit, lieu de culte depuis le XIXe siècle.
- Vestiges de la réserve des Nouragues, dernière communauté amérindienne, disparue vers 1780 : urnes funéraires, outillage lithique, polissoirs, débris de poterie.

## Politique et administration

### Rattachements administratifs et électoraux
La commune, jusqu'alors incluse dans l'arrondissement de Cayenne, intègre, le 26 octobre 2022 l'arrondissement de Saint-Georges du département de la Guyane
Pour l'élection des députés, elle fait partie de la première circonscription de la Guyane.

### Intercommunalité
Régina fait partie de la communauté de communes de l'Est guyanais, un établissement public de coopération intercommunale (EPCI) à fiscalité propre créé en 2003 et auquel la commune a transféré un certain nombre de ses compétences, dans les conditions déterminées par le code général des collectivités territoriales.

### Politique locale
Par décret du 8 février 2018 le conseil municipal a été dissous. Des dysfonctionnements sont apparus, dont le  refus, pour les années 2016 et 2017, d'approuver les budgets primitifs de la commune et des dissensions existantes  au sein du conseil municipal.
Une élection municipale partielle est organisée les 22 et 29 avril 2018 où Pierre Désert est réélu maire de Régina mais cette élection est annulée par le tribunal administratif de Cayenne à la suite d'un recours déposé par son opposant Michel Quammie.

### Liste des maires
| Période      | Période                         | Identité       | Étiquette | Qualité                                                                               |
| ------------ | ------------------------------- | -------------- | --------- | ------------------------------------------------------------------------------------- |
| 1977         | 2004                            | Pierre Désert  | DVG       | Président du conseil général de la Guyane (2004-2008)                                 |
| 2004         | 2014                            | Justin Anatole |           |                                                                                       |
| 2014         | février 2018                    | Michel Quammie |           | Avocat, ancien bâtonnier de Guyane                                                    |
| février 2018 | juin 2018                       | Pierre Désert  | DVG       | Agriculteur Mandat écourté par la dissolution du conseil municipal                    |
| mars 2019    | En cours (au 13 septembre 2022) | Pierre Désert  | DVG       | Agriculteur Conseiller à l'Assemblée de Guyane (2015-) Réélu pour le mandat 2020-2026 |

### Instances judiciaires et administratives
La commune de Régina accueille aussi le Centre d'entraînement à la forêt équatoriale (CEFE), centre d'entraînement de la Légion étrangère rattaché au 3e régiment étranger d'infanterie de Kourou (3e REI).

## Démographie
L'évolution du nombre d'habitants est connue à travers les recensements de la population effectués dans la commune depuis 1961, premier recensement postérieur à la départementalisation de 1946. À partir de 2006, les populations de référence des communes sont publiées annuellement par l'Insee. Le recensement repose désormais sur une collecte d'information annuelle, concernant successivement tous les territoires communaux au cours d'une période de cinq ans. Pour les communes de moins de 10 000 habitants, une enquête de recensement portant sur toute la population est réalisée tous les cinq ans, les populations de référence des années intermédiaires étant quant à elles estimées par interpolation ou extrapolation. Pour la commune, le premier recensement exhaustif entrant dans le cadre du nouveau dispositif a été réalisé en 2007.

En 2022, la commune comptait 1 657 habitants, en évolution de +81,89 % par rapport à 2016 (Guyane : +7,07 %, France hors Mayotte : +2,11 %).
| 1961 | 1967 | 1974 | 1982 | 1990 | 1999 | 2006 | 2007 | 2012 |
| ---- | ---- | ---- | ---- | ---- | ---- | ---- | ---- | ---- |
| 642  | 430  | 366  | 499  | 528  | 765  | 818  | 826  | 934  |

| 2017 | 2022  | - | - | - | - | - | - | - |
| ---- | ----- | - | - | - | - | - | - | - |
| 876  | 1 657 | - | - | - | - | - | - | - |

## Culture locale et patrimoine

### Cuisine
La Pimentade de torche est un plat originaire de la région entourant l’Approuague.

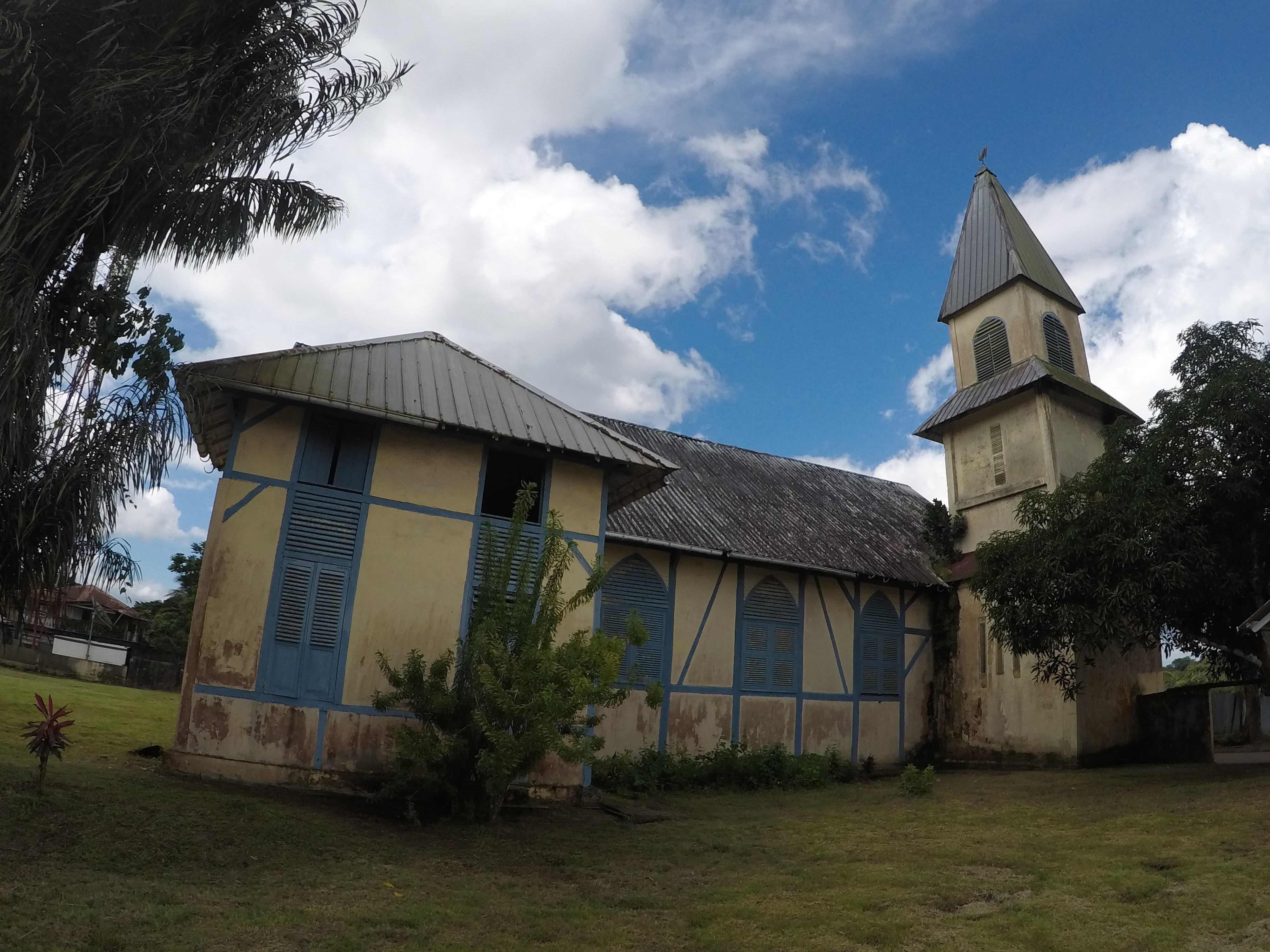
Église Saint-Étienne de Régina

### Lieux et monuments
- Roches gravées de la Montagne Favard.
- Église Saint-André de Kaw.
- Église Saint-Étienne de Régina. L'église est dédiée à saint Étienne.
- Église Saint-Pierre de Guisanbourg. L'église est dédiée à l'apôtre saint Pierre.
- Écomusée municipal d'Approuague-Kaw